# 에르드 (가운데땅)
에르드(Erde)는 호빗 영화에서만 등장하는 등장인물이다. J.R.R. 톨킨의 원작 소설에서는 등장하지 않으며, 호빗: 다섯 군대 전투에서 참나무방패 소린이 이끄는 12명의 난쟁이들을 가난한 수중 도시에서 돕지만, 참나무방패 소린이 약속했던 보상을 주어주지 않자 보물을 되찾으러 온 스란두일에게 난쟁이 (톨킨)에게 협상 하자 했지만 참나무방패 소린은 인정하지 않자, 전쟁이 시작된다. 그리고 난쟁이 종족이 몰려들어 싸운다. 그러나 사우론과 손을 잡은 아조그가 이끄는 오크 군대가 공격하자 요정과 난쟁이는 서로 도와 물리쳐낸다. 그리고 참나무방패 소린이 아조그에 의해 서로 죽고, 전쟁은 끝난다. 그리고 에르드는 보상으로 호수마을을 다시 부유하게 재건한다.